# Under the Weather
(KT Tunstall - Under the Weather)
Under the Weather è un singolo della cantante scozzese KT Tunstall, pubblicato il 5 dicembre 2005 come quarto estratto dal primo album in studio Eye to the Telescope.

## Successo commerciale
La canzone ha raggiunto il 39º posto nella UK Singles Chart, rimanendo in classifica per due settimane.

## Tracce
Questi sono i formati e le tracklist delle principali pubblicazioni del singolo "Under the Weather".
CD singolo
1. Under The Weather (Single Version)
2. Tangled Up In Blue (BBC Four Live Version)

Singolo in vinile
1. Under the Weather (versione singolo)
2. Little Favours

Promo CD
1. Under The Weather (Radio Version) – 3:14
2. Under The Weather (strumentale) – 3:28

## Classifiche
| Classifica (2005) | Posizione raggiunta |
| ----------------- | ------------------- |
| Regno Unito       | 39                  |